# 1978–1979-es kupagyőztesek Európa-kupája
A KEK 1978–1979-es szezonja volt a kupa 19. kiírása. A győztes az FC Barcelona lett, miután a döntőben hosszabbítás után 4–3-ra legyőzte a nyugatnémet Fortuna Düsseldorf együttesét.

## Első forduló
| 1. csapat                | Össz.    | 2. csapat                | 1. mérk. | 2. mérk. |
| ------------------------ | -------- | ------------------------ | -------- | -------- |
| AZ                       | 0–2      | Ipswich Town FC          | 0–0      | 0–2      |
| Zagłębie Sosnowiec       | 3–4      | FC Wacker Innsbruck      | 2–3      | 1–1      |
| RSC Anderlecht           | erőnyerő |                          |          |          |
| FC Barcelona             | 4–1      | FK Sahtar Doneck         | 3–0      | 1–1      |
| Floriana FC              | 1–8      | FC Internazionale Milano | 1–3      | 0–5      |
| FK Bodø/Glimt            | 4–2      | Union Luxembourg         | 4–1      | 0–1      |
| NK Rijeka                | 3–2      | Wrexham AFC              | 3–0      | 0–2      |
| KSK Beveren              | 6–0      | Ballymena United FC      | 3–0      | 3–0      |
| FC Universitatea Craiova | 4–5      | Fortuna Düsseldorf       | 3–4      | 1–1      |
| PFK Marek Dupnica        | 3–5      | Aberdeen FC              | 3–2      | 0–3      |
| PAOK FC                  | 2–4      | Servette FC              | 2–0      | 0–4      |
| BK Frem                  | 2–4      | AS Nancy                 | 2–0      | 0–4      |
| Valur                    | 1–5      | 1. FC Magdeburg          | 1–1      | 0–4      |
| Ferencvárosi TC          | 4–2      | Kalmar FF                | 2–0      | 2–2      |
| Sporting CP              | 0–2      | FC Baník Ostrava         | 0–1      | 0–1      |
| APÓEL                    | 0–3      | Shamrock Rovers FC       | 0–2      | 0–1      |

## Második forduló
| 1. csapat                | Össz.                 | 2. csapat           | 1. mérk. | 2. mérk.   |
| ------------------------ | --------------------- | ------------------- | -------- | ---------- |
| Ipswich Town FC          | 2–1                   | FC Wacker Innsbruck | 1–0      | 1–1 (h.u.) |
| RSC Anderlecht           | 3–3 (11-esekkel: 1–4) | FC Barcelona        | 3–0      | 0–3 (h.u.) |
| FC Internazionale Milano | 7–1                   | FK Bodø/Glimt       | 5–0      | 2–1        |
| NK Rijeka                | 0–2                   | KSK Beveren         | 0–0      | 0–2        |
| Fortuna Düsseldorf       | 3–2                   | Aberdeen FC         | 3–0      | 0–2        |
| Servette FC              | 4–3                   | AS Nancy            | 2–1      | 2–2        |
| 1. FC Magdeburg          | 2–2 (ig.)             | Ferencvárosi TC     | 1–0      | 1–2        |
| FC Baník Ostrava         | 6–1                   | Shamrock Rovers FC  | 3–0      | 3–1        |

## Negyeddöntő
| 1. csapat                | Össz.     | 2. csapat        | 1. mérk. | 2. mérk. |
| ------------------------ | --------- | ---------------- | -------- | -------- |
| Ipswich Town FC          | 2–2 (ig.) | FC Barcelona     | 2–1      | 0–1      |
| FC Internazionale Milano | 0–1       | KSK Beveren      | 0–0      | 0–1      |
| Fortuna Düsseldorf       | 1–1 (ig.) | Servette FC      | 0–0      | 1–1      |
| 1. FC Magdeburg          | 4–5       | FC Baník Ostrava | 2–1      | 2–4      |

## Elődöntő
| 1. csapat          | Össz. | 2. csapat        | 1. mérk. | 2. mérk. |
| ------------------ | ----- | ---------------- | -------- | -------- |
| FC Barcelona       | 2–0   | KSK Beveren      | 1–0      | 1–0      |
| Fortuna Düsseldorf | 4–3   | FC Baník Ostrava | 3–1      | 1–2      |

## Döntő
| 1979. május 16. 19:15 |

| FC Barcelona                                  | 4–3 (h. u.)     | Fortuna Düsseldorf         |
| --------------------------------------------- | --------------- | -------------------------- |
| Sánchez 5' Asensi 34' Rexach 104' Krankl 111' | (2–2, 2–2, 3–2) | T. Allofs 8' Seel 41' 114' |

| St. Jakob-Stadion, Bázel Nézőszám: 58 500 Játékvezető: Palotai Károly (magyar) |

| Az 1978–1979-es kupagyőztesek Európa-kupája győztese |
| ---------------------------------------------------- |
| FC Barcelona 1. cím                                  |

## Lásd még
- 1978–1979-es bajnokcsapatok Európa-kupája
- 1978–1979-es UEFA-kupa